# John Bonello
John Bonello (* 10. května 1958, Msida, Malta) je bývalý maltský fotbalový brankář a reprezentant, který téměř celou kariéru strávil v maltském klubu Hibernians FC, pouze v sezóně 1980/81 působil v německém klubu SC Herford.

## Reprezentační kariéra
Dne 28. 8. 1979 debutoval v A-mužstvu Malty v přátelském utkání v Tunisu proti týmu Tuniska (porážka 0:4). Celkem odchytal v letech 1979–1987 v maltském národním týmu 29 zápasů.